# Fédération kényane de rugby à XV
La Fédération kényane de rugby à XV (officiellement en anglais : Kenya Rugby Union) est l'instance qui régit l'organisation du rugby à XV et du rugby à sept au Kenya.

## Historique
En 1923, la Rugby Football Union of Kenya est formée à l'époque de la Colonie et protectorat du Kenya, sous l'égide de la Fédération anglaise de rugby. Elle disparaît en 1956 alors que la Rugby Football Union of East Africa regroupe depuis 1953 l'organisation commune du rugby au Kenya, en Ouganda et au Tanganyika, tous trois territoires de l'Empire britannique.
Alors que le Kenya accède à son indépendance en 1963, la Fédération kényane de rugby à XV est fondée en 1970 sous le nom de Kenya Rugby Football Union. Elle prend le contrôle de l'organisation des activités rugbystiques au Kenya en 1972, succédant à la Rugby Football Union of East Africa.
En janvier 1986 à Tunis, elle est l'une des huit fédérations nationales à l'initiative de la création de la Confédération africaine de rugby, organisme régissant le rugby sur le continent africain,.
Elle intègre en 1988 la Fédération internationale de rugby amateur avant d'en être radiée en en 1990 pour non-respect des critères d'adhésion.
Elle devient en mars 1990 membre de l'International Rugby Board, organisme international du rugby,,.
Elle est également membre du Comité national olympique du Kenya.
Alors que son équipe fanion, l'équipe nationale à sept, performe lors de la saison 2017-2018 des Sevens World Series, atteignant la finale du Tournoi du Canada contre les champions olympiques fidjiens, la Fédération signe un contrat avec Brand Kenya, agence de promotion de l'image du pays. Cet accord inclut les joueurs de l'équipe nationale à sept et prévoit le versement d'honoraires. Néanmoins, il sera le point de départ d'une opposition entre la fédération et ses joueurs à sept après un non-versement de ces primes. Elle conduit à une suspension de l'entraîneur Innocent Simiyu (en) ayant pris le parti de ses joueurs, qui mènera à une préparation tronquée pour la Coupe du monde 2018 conclue par une contre-performance. Par la suite, de nombreux cadres ne sont pas retenus pour disputer les séries mondiales : l'équipe évite de peu une relégation au terme de la saison 2018-2019. La perte du sponsor principal de la fédération créé par ailleurs un déséquilibre de sa santé financière,.

## Présidents
Parmi les personnes se succédant au poste de président de la fédération, on retrouve :
- élu en 2019 : Oduor Gangla[11]